# Ficka (Lied)
Ficka (auch bekannt als: Spinna) ist ein Lied der deutschen Popsängerin Sarah Connor aus dem Jahr 2025.

## Entstehung und Veröffentlichung
Das Lied wurde von der Interpretin Sarah Terenzi-Fischer (Sarah Connor) selbst getextet, komponiert sowie produziert, alles in Zusammenarbeit mit Jan Bednorz (Phil the Beat), Manuel Mayer (Menju) und Konstantin Scherer (Djorkaeff).
Die Erstveröffentlichung von Ficka erfolgte als Single am 11. April 2025 beim Musiklabel Polydor. Diese erschien als digitaler Einzeltrack zum Download und Streaming. Am 22. Mai 2025 erschien das Lied als Teil von Connors elften Studioalbum Freigeistin, dessen zweite Singleauskopplung es ist.
Um das Lied zu bewerben, erfolgte unter anderem ein Liveauftritt zur Hauptsendezeit in der Castingshow The Voice Kids am Ostersonntag 2025.

## Inhalt
Der Liedtext richtet sich persönlich an die Kritiker Connors, die als „Ficka“ bezeichnet werden. Außerdem nimmt Connor mit der Refrainzeile „Ich mach’ mir die Welt, widde-wie sie mir gefällt“ Bezug auf Hey, Pippi Langstrumpf.
Für das Radio wurde der Begriff „Ficka“ durch „Spinna“ ausgetauscht.

## Musikvideo
Das dazugehörige Musikvideo erschien einen Tag nach der Singleveröffentlichung auf der Videoplattform YouTube und zählte bis Mai 2025 über 900 Tausend Aufrufe.

## Chartplatzierungen
| ChartsChartplatzierungen | Höchstplatzierung | Wochen |
| ------------------------ | ----------------- | ------ |
| Deutschland (GfK)        | 33 (5 Wo.)        | 5      |